# Zlatý medvěd
Zlatý medvěd (německy: Goldener Bär) je filmová cena, která je každoročně udělována na mezinárodním filmovém festivalu Berlinale v německém Berlíně. Kromě hlavní ceny, udělované nejlepšímu celovečernímu filmu, je udělován i Zlatý medvěd za nejlepší krátkometrážní film a vybraná osobnost získává také čestného Zlatého medvěda za celoživotní dílo.

## Seznam nositelů

### Zlatý medvěd
| Rok  | Film                                                                                    | Režie                                         | Země                                                  |
| ---- | --------------------------------------------------------------------------------------- | --------------------------------------------- | ----------------------------------------------------- |
| 1951 | Beaver Valley                                                                           | James Algar                                   | USA                                                   |
| 1951 | Popelka (Cinderella)                                                                    | Wilfred Jackson Hamilton Luske Clyde Geronimi | USA                                                   |
| 1951 | Justice est faite                                                                       | André Cayatte                                 | Francie                                               |
| 1951 | Adresát neznámý (Sans laisser l'adresse)                                                | Jean-Paul Le Chanois                          | Francie                                               |
| 1951 | Die Vier im Jeep                                                                        | Leopold Lindtberg                             | Švýcarsko                                             |
| 1952 | Tančila jedno léto (Hon dansade en sommar)                                              | Arne Mattsson                                 | Švédsko                                               |
| 1953 | Mzda strachu (Le Salaire de la peur)                                                    | Henri-Georges Clouzot                         | Francie – Itálie                                      |
| 1954 | Buď, anebo (Hobson’s Choice)                                                            | David Lean                                    | Spojené království                                    |
| 1955 | Die Ratten                                                                              | Robert Siodmak                                | Spolková republika Německo                            |
| 1956 | Vyzvání k tanci (Invitation to the Dance)                                               | Gene Kelly                                    | USA                                                   |
| 1957 | Dvanáct rozhněvaných mužů (12 Angry Men)                                                | Sidney Lumet                                  | USA                                                   |
| 1958 | Lesní jahody (Smultronstället)                                                          | Ingmar Bergman                                | Švédsko                                               |
| 1959 | Bratranci (Les Cousins)                                                                 | Claude Chabrol                                | Francie                                               |
| 1960 | El lazarillo de Tormes                                                                  | César Fernández Ardavín                       | Španělsko                                             |
| 1961 | Noc (La notte)                                                                          | Michelangelo Antonioni                        | Itálie – Francie                                      |
| 1962 | Takové milování (A Kind of Loving)                                                      | John Schlesinger                              | Spojené království                                    |
| 1963 | Kronika psaná mečem (武士道残酷物語, Bušidó zankoku monogatari)                         | Tadaši Imai                                   | Japonsko                                              |
| 1963 | Il diavolo                                                                              | Gian Luigi Polidoro                           | Itálie                                                |
| 1964 | Suché léto (Susuz yaz)                                                                  | Metin Erksan                                  | Turecko                                               |
| 1965 | Alphaville (Alphaville, une étrange aventure de Lemmy Caution)                          | Jean-Luc Godard                               | Francie – Itálie                                      |
| 1966 | Ve slepé uličce (Cul-de-sac)                                                            | Roman Polański                                | Spojené království                                    |
| 1967 | Le Départ                                                                               | Jerzy Skolimowski                             | Belgie                                                |
| 1968 | Ten musí jít z kola ven (Ole dole doff)                                                 | Jan Troell                                    | Švédsko                                               |
| 1969 | Raná díla (Rani radovi)                                                                 | Želimir Žilnik                                | Jugoslávie                                            |
| 1970 | cena neudělena                                                                          | cena neudělena                                | cena neudělena                                        |
| 1971 | Zahrada Finzi-Continiů (Il giardino dei Finzi Contini)                                  | Vittorio de Sica                              | Itálie – Spolková republika Německo                   |
| 1972 | Canterburské povídky (I racconti di Canterbury)                                         | Pier Paolo Pasolini                           | Itálie                                                |
| 1973 | Vzdálené hřmění (অশনি সংকেত, Ashani Sanket)                                                | Satyajit Ray                                  | Indie                                                 |
| 1974 | The Apprenticeship of Duddy Kravitz                                                     | Ted Kotcheff                                  | Kanada                                                |
| 1975 | Adopce (Örökbefogadás)                                                                  | Márta Mészáros                                | Maďarsko                                              |
| 1976 | Buffalo Bill a Indiáni (Buffalo Bill and the Indians, or Sitting Bull's History Lesson) | Robert Altman                                 | USA                                                   |
| 1977 | Vzestup (Восхождение)                                                                   | Larisa Šepiťko                                | Sovětský svaz                                         |
| 1978 | Las truchas                                                                             | José Luis García Sánchez                      | Španělsko                                             |
| 1978 | Las palabras de Max                                                                     | Emilio Martínez Lázaro                        | Španělsko                                             |
| 1978 | Ascensor (krátký film)                                                                  | Tomás Muñoz                                   | Španělsko                                             |
| 1979 | David                                                                                   | Peter Lilienthal                              | Spolková republika Německo                            |
| 1980 | Heartland                                                                               | Richard Pearce                                | USA                                                   |
| 1980 | Palermo nebo Wolfsburg (Palermo oder Wolfsburg)                                         | Werner Schroeter                              | Spolková republika Německo                            |
| 1981 | Deprisa, deprisa                                                                        | Carlos Saura                                  | Španělsko – Francie                                   |
| 1982 | Touha Veroniky Vossové (Die Sehnsucht der Veronika Voss)                                | Rainer Werner Fassbinder                      | Spolková republika Německo                            |
| 1983 | Ascendancy                                                                              | Edward Bennett                                | Spojené království                                    |
| 1983 | Úl (La colmena)                                                                         | Mario Camus                                   | Španělsko                                             |
| 1984 | Proudy lásky (Love Streams)                                                             | John Cassavetes                               | USA                                                   |
| 1985 | Ten, který přišel (Die Frau und der Fremde)                                             | Rainer Simon                                  | Německá demokratická republika                        |
| 1985 | Městečko Wetherby (Wetherby)                                                            | David Hare                                    | Spojené království                                    |
| 1986 | Stammheim                                                                               | Reinhard Hauff                                | Spolková republika Německo                            |
| 1987 | Téma (Тема)                                                                             | Gleb Panfilov                                 | Sovětský svaz                                         |
| 1988 | Rudé pole (红高粱, Hong Gaoliang)                                                       | Zhang Yimou                                   | Čína                                                  |
| 1989 | Rain Man                                                                                | Barry Levinson                                | USA                                                   |
| 1990 | Hrací skříňka (Music Box)                                                               | Costa-Gavras                                  | USA                                                   |
| 1990 | Skřivánci na niti                                                                       | Jiří Menzel                                   | Československo                                        |
| 1991 | La casa del sorriso                                                                     | Marco Ferreri                                 | Itálie                                                |
| 1992 | Grand Canyon                                                                            | Lawrence Kasdan                               | USA                                                   |
| 1993 | Ženy od jezera vonných duší (香魂女, Xiang hun nu)                                      | Xie Fei                                       | Čína                                                  |
| 1993 | Svatební hostina (喜宴, Hsi yen)                                                        | Ang Lee                                       | Tchaj-wan – USA                                       |
| 1994 | Ve jménu otce (In the Name of the Father)                                               | Jim Sheridan                                  | Irsko – Spojené království                            |
| 1995 | Volavka (L'Appât)                                                                       | Bertrand Tavernier                            | Francie                                               |
| 1996 | Rozum a cit (Sense and Sensibility)                                                     | Ang Lee                                       | USA – Spojené království                              |
| 1997 | Lid versus Larry Flynt (The People vs. Larry Flynt)                                     | Miloš Forman                                  | USA                                                   |
| 1998 | Hlavní nádraží (Central do Brasil)                                                      | Walter Salles                                 | Brazílie                                              |
| 1999 | Tenká červená linie (The Thin Red Line)                                                 | Terrence Malick                               | USA                                                   |
| 2000 | Magnolia                                                                                | Paul Thomas Anderson                          | USA                                                   |
| 2001 | Intimita (Intimacy)                                                                     | Patrice Chéreau                               | Spojené království – Francie – Německo – Španělsko    |
| 2002 | Cesta do fantazie (千と千尋の神隠し, Sen to Čihiro no Kamikakuši)                       | Hajao Mijazaki                                | Japonsko                                              |
| 2002 | Krvavá neděle (Bloody Sunday)                                                           | Paul Greengrass                               | Spojené království – Irsko                            |
| 2003 | In This World                                                                           | Michael Winterbottom                          | Spojené království                                    |
| 2004 | Proti zdi (Gegen die Wand)                                                              | Fatih Akın                                    | Německo – Turecko                                     |
| 2005 | Carmen z Khayelitshe (U-Carmen e-Khayelitsha)                                           | Mark Dornford-May                             | Jižní Afrika                                          |
| 2006 | Grbavica                                                                                | Jasmila Žbanić                                | Bosna a Hercegovina – Chorvatsko – Německo – Rakousko |
| 2007 | Tuyino manželství (图雅的婚事, Tuya de hun shi)                                         | Wang Quanan                                   | Čína                                                  |
| 2008 | Elitní jednotka (Tropa de Elite)                                                        | José Padilha                                  | Brazílie                                              |
| 2009 | Mléko strachu (La teta asustada)                                                        | Claudia Llosa                                 | Peru                                                  |
| 2010 | Med (Bal)                                                                               | Semih Kaplanoğlu                              | Turecko                                               |
| 2011 | Rozchod Nadera a Simin (جدایی نادر از سیمین , Jodaeiye Nader az Simin)                  | Asghar Farhadi                                | Írán                                                  |
| 2012 | Caesar musí zemřít (Cesare deve morire)                                                 | Bratři Tavianiové                             | Itálie                                                |
| 2013 | Pozitia copilului)                                                                      | Călin Peter Netzer                            | Rumunsko                                              |
| 2014 | Bai ri yan huo                                                                          | Diao Yinan                                    | Čína                                                  |
| 2015 | Taxi                                                                                    | Džafar Panahí                                 | Írán                                                  |
| 2016 | Fuocoammare                                                                             | Gianfranco Rosi                               | Itálie                                                |
| 2017 | O těle a duši (Testről és lélekről)                                                     | Ildikó Enyediová                              | Maďarsko                                              |
| 2018 | Nedotýkej se mě (Nu mă atinge-mă)                                                       | Adina Pintilie                                | Rumunsko                                              |
| 2019 | Synonyma (Synonymes)                                                                    | Nadav Lapid                                   | Francie, Izrael                                       |
| 2020 | Není zla mezi námi (شیطان وجود ندارد)                                                   | Mohammad Rasoulof                             | Írán                                                  |
| 2021 | Smolný pich aneb Pitomý porno (Babardeală cu bucluc sau porno balamuc)                  | Radu Jude                                     | Rumunsko                                              |
| 2022 | Alcarràs                                                                                | Carla Simónová                                | Španělsko, Itálie                                     |
| 2023 | Na lodi Adamant (Sur l'Adamant)                                                         | Nicolas Philibert                             | Francie, Japonsko                                     |
| 2024 | Dahomey                                                                                 | Mati Diop                                     | Francie, Senegal, Benin                               |
| 2025 | Sny (Drømmer)                                                                           | Dag Johan Haugerud                            | Norsko                                                |

### Zlatý medvěd za nejlepší krátkometrážní film
Tato cena se uděluje od roku 1955. Čeští/českoslovenští tvůrci si jí odnesli celkem sedmkrát:
- v roce 1969 Břetislav Pojar se snímkem To See Or Not To See (v kanadské produkci)
- v roce 1978 Josef Hekrdla a Vladimír Jiránek se snímkem Co jsme udělali slepicím
- v roce 1980 Petr Sís se snímkem Hlavy
- v roce 1982 Ivan Renč se snímkem Loutka, přítel člověka
- v roce 1983 Jan Švankmajer se snímkem Možnosti dialogu
- v roce 1987 Pavel Koutský se snímkem Curriculum Vitae
- v roce 1995 Michaela Pavlátová se snímkem Repete

### Čestný Zlatý medvěd za celoživotní dílo
| Rok  | Osobnost(i)                         |
| ---- | ----------------------------------- |
| 1982 | James Stewart                       |
| 1988 | Alec Guinness                       |
| 1989 | Dustin Hoffman                      |
| 1990 | Oliver Stone                        |
| 1993 | Gregory Peck, Billy Wilder          |
| 1994 | Sophia Loren                        |
| 1995 | Alain Delon                         |
| 1996 | Elia Kazan, Jack Lemmon             |
| 1997 | Kim Novak                           |
| 1998 | Catherine Deneuve                   |
| 1999 | Shirley MacLaine                    |
| 2000 | Jeanne Moreau                       |
| 2001 | Kirk Douglas                        |
| 2002 | Robert Altman, Claudia Cardinale    |
| 2003 | Anouk Aimée                         |
| 2004 | Fernando Solanas                    |
| 2005 | Im Kwon-taek, Fernando Fernán Gómez |
| 2006 | Andrzej Wajda, Ian McKellen         |
| 2007 | Arthur Penn                         |
| 2008 | Francesco Rosi                      |
| 2009 | Maurice Jarre                       |
| 2010 | Wolfgang Kohlhaase, Hanna Schygulla |
| 2011 | Armin Mueller-Stahl                 |
| 2012 | Meryl Streep                        |
| 2013 | Claude Lanzmann                     |
| 2014 | Ken Loach                           |
| 2015 | Wim Wenders                         |
| 2016 | Michael Ballhaus                    |
| 2017 | Milena Canonero                     |
| 2018 | Willem Dafoe                        |
| 2019 | Charlotte Ramplingová               |
| 2020 | Helen Mirrenová                     |
| 2022 | Isabelle Huppertová                 |